# Synnomos firmamentaria
Synnomos firmamentaria är en fjärilsart som beskrevs av Achille Guenée 1858. Synnomos firmamentaria ingår i släktet Synnomos och familjen mätare. Inga underarter finns listade i Catalogue of Life.